# Acta Universitatis Lodziensis. Folia Biologica et Oecologica
Acta Universitatis Lodziensis. Folia Biologica et Oecologica – czasopismo naukowe, wydawane online, przez Wydawnictwo Uniwersytetu Łódzkiego oraz Wydział Biologii i Ochrony Środowiska Uniwersytetu Łódzkiego, dostępne w systemie open-access o międzynarodowym zasięgu.

## O czasopiśmie
Folia Biologica et Oecologica publikuje oryginalne i innowacyjne prace badawcze dotyczące wszystkich aspektów biologii i ekologii, a szczególnie zoologii, hydrobiologii, botaniki, mikrobiologii, biochemii, biofizyki, fizjologii, biologii ewolucyjnej. Artykuły publikowane są w języku angielskim. Od 2012 r. czasopismo redagowane jest  międzynarodową redakcję wyłącznie online. Recenzja tekstów prowadzona jest zgodnie z modelem double blind review. Każdy artykuł sprawdzany jest przez przynajmniej dwóch recenzentów. Wszystkie artykuły dostępne są na licencji CC BY-NC-ND.

## Rada Doradcza
- Josep Cladera (Autonomous University of Barcelona)
- Andrea Danani (SUPSI-iCIMSI, Manno, Switzerland)
- Jerzy Długoński (Uniwersytet Łódzki)
- Günther B. Hartl (Uniwersytet Chrystiana Albrechtsa, Kilonia)
- Jacek Herbich (Uniwersytet Gdański)
- Vladimir Ivanov (Petersburski Uniwersytet Państwowy)
- Adam Jaworski (Uniwersytet Łódzki)
- Wiesław Kaca (Uniwersytet Jana Kochanowskiego w Kielcach)
- Barbara Klajnert (Uniwersytet Łódzki)
- Wanda Krajewska (Uniwersytet Łódzki)
- Janusz Markowski (Uniwersytet Łódzki)
- Janusz Maszewski (Uniwersytet Łódzki)
- Jurga Matiejunaite (Uniwersytet Wileński)
- Romuald Olaczek (Uniwersytet Łódzki)
- Francesca Ottaviani (Uniwersytet w Urbino, Italy)
- Andrzej Piechocki (Uniwersytet Łódzki)
- Dzmitry Shcharbin (National Academy of Sciences of Belarus)
- Jacek Siciński (Uniwersytet Łódzki)
- Barbara Wachowicz (Uniwersytet Łódzki)
- Joanna Żelazna-Wieczorek (Uniwersytet Łódzki)

## Redakcja
- prof. Anna Janaszewska, red. naczelna (Uniwersytet Łódzki)
- dr Piotr Jóźwiak, sekretarz redakcji (Uniwersytet Łódzki)

## Bazy
- AGRICOLA (National Agricultural Library)
- AGRO
- Arianta
- Baidu Scholar
- CABI (over 50 subsections)
- CNKI Scholar (China National Knowledge Infrastructure)
- CNPIEC – cnpLINKer
- Dimensions
- EBSCO (relevant databases)
- EBSCO Discovery Service
- Genamics JournalSeek
- Google Scholar
- Index Copernicus
- Japan Science and Technology Agency (JST)
- J-Gate
- JournalGuide
- JournalTOCs
- KESLI-NDSL (Korean National Discovery for Science Leaders)
- Meta
- Microsoft Academic
- Naviga (Softweco)
- Primo Central (ExLibris)
- ProQuest (relevant databases)
- Publons
- ReadCube
- Sherpa/RoMEO
- Summon (Serials Solutions/ProQuest)
- TDNet
- Ulrich’s Periodicals Directory/ulrichsweb
- WanFang Data
- WorldCat (OCLC)